# Esther García
Esther García (parfois écrit Ester García) est une productrice et directrice de production de cinéma espagnole, née en 1956 à Cedillo de la Torre, dans la province de Ségovie.

## Biographie
Esther García Rodríguez est née en 1956 à Cedillo de la Torre, dans la province de Ségovie.
Collaboratrice de Pedro Almodóvar au sein de la société El Deseo, Esther García assume la direction de production depuis 1987. Elle a été nommée et récompensée à de nombreuses reprises aux prix Goya et a reçu en 2018 le Prix national de Cinématographie décerné par le Ministère de la Culture espagnol,.

## Filmographie
Sauf indication contraire, les informations mentionnées dans cette section peuvent être confirmées par la base de données cinématographiques IMDb,  présente dans la section « Liens externes ».

### Comme productrice
- 1993 : Action mutante d'Álex de la Iglesia - productrice associée
- 2004 : La Mauvaise Éducation de Pedro Almodóvar - productrice exécutive
- 2006 : The Secret Life of Words d'Isabel Coixet
- 2004 : La Mauvaise Éducation de Pedro Almodóvar
- 2006 : Volver de Pedro Almodóvar
- 2013 : Les Amants passagers de Pedro Almodóvar
- 2014 : Les Nouveaux Sauvages de Damián Szifrón
- 2016 : Julieta de Pedro Almodóvar
- 2019 : Douleur et Gloire de Pedro Almodóvar
- 2021 : Madres paralelas de Pedro Almodóvar

### Comme directrice de production
- 1988 : Femmes au bord de la crise de nerfs de Pedro Almodóvar
- 1990 : Attache-moi ! de Pedro Almodóvar
- 1993 : Action mutante d'Álex de la Iglesia
- 1993 : Kika de Pedro Almodóvar
- 1999 : Tout sur ma mère de Pedro Almodóvar
- 2004 : La Mauvaise Éducation de Pedro Almodóvar
- 2006 : The Secret Life of Words d'Isabel Coixet
- 2014 : Les Nouveaux Sauvages de Damián Szifrón

## Distinctions

### Récompenses
- Goyas 1993 (en) : meilleure direction de production pour Action mutante
- Goyas 2000 (en) : meilleure direction de production pour Tout sur ma mère
- Goyas 2006 : meilleure direction de production pour The Secret Life of Words
- Prix national de Cinématographie 2018[2]

### Nominations
- Goyas 1989 : meilleure direction de production pour Femmes au bord de la crise de nerfs
- Goyas 1991 (en) : meilleure direction de production pour Attache-moi !
- Goyas 1994 (en) : meilleure direction de production pour Kika
- Goyas 2005 : meilleure direction de production pour La Mauvaise Éducation
- Goyas 2015 : meilleure direction de production pour Les Nouveaux Sauvages